# Henry Ellis (thủ thư)

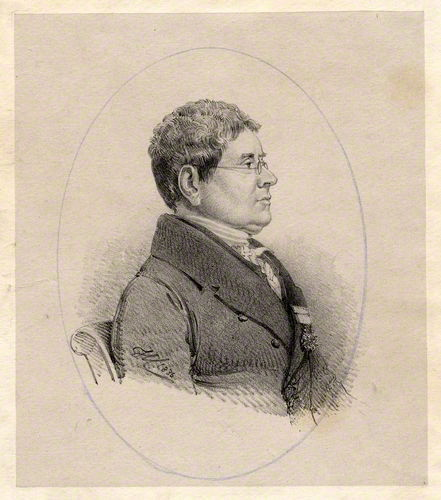
Sir Henry Ellis, 1836 in thạch bản của Henry Corbould.

Henry Ellis KH(Royal Guelphic Order) FRS(Fellowship of the Royal Society) FSA(Society of Antiquaries of London) (sinh ngày 29 tháng 11 năm 1777 – mất ngày 15 tháng 1 năm 1869) là một thủ thư và nhà nghiên cứu cổ vật người Anh, từng giữ chức vụ giám đốc của học viện Bảo tàng Anh trong một thời gian dài.

## Những năm đầu đời
Sinh ra tại London, Henry Ellis học tại trường Mercers' School và trường Merchant Taylors' School, nơi mà anh của ông, giám mục John Joseph Ellis là một trợ giảng trong 40 năm. Nhận được học bổng của trường Merchant Taylors vào trường St John's College, Oxford, ông trở thành sinh viên năm 1796.

## Thủ thư
Năm 1798, thông qua một người bạn là  John Price, Ellis được chọn là một trong hai trợ lý thư viện của Thư viện Bodleian,người còn cũng là đồng nghiệp tương lai của ông tại học viện British Museum Henry Hervey Baber. Ông nhận bằng B.C.L năm 1802. Ông là giảng viên của trường  St John's College, Oxford cho đến năm 1805. Năm 1800, ông được đề cử làm trợ lý thư viện tạm thời của học viện British Museum, và trong năm 1805 ông chịu trách nhiệm cho tác phẩm in dưới quyền của William Beloe. Việc để mất các tác phẩm khiến Beloe mất vị trí này vài năm sau đó giúp Ellis trở thành người đứng đầu của phòng này còn Baber trở thành trợ lý của ông.
Khi Ellis lên chức cũng là lúc các hoạt động của học viện phát triển. Mục lục giấy của thư viện tại đây được chia thành 2 quyển khổ folio, đầy những sai sót, nhưng có kèm bản viết tay, và một phần lớn bản viết tay được hiệu chỉnh lại bởi người trước Beloe là Samuel Harper. Ellis và Baber bắt đầu việc tái thiết lại vào tháng 3 năm 1807, và hoàn tất mọi việc vào tháng 12 năm 1819. Trong thời gian đó Ellis cũng được chuyển đến phòng bản thảo(1812), sau đó(1814) nhận một công việc hoàn toàn nhàn rỗi như một thư ký của bảo tàng, và cũng năm đó trở thành thư ký của tổ chức Society of Antiquaries of London. Trong suốt 40 năm ông giữ vị trí này, ông chỉ không dự đúng 2 cuộc họp. Ông được bầu làm thành viên của Hiệp hội Hoàng gia vào tháng 5 năm 1811.
Trong năm 1827, Joseph Planta, giám đốc thư viện qua đời, và Ellis, người cống hiến hết mình trong 9 năm trong nhiệm vụ của mình, mong được tiếp nhận vị trí này. Khi có hai cái tên ứng cử vị trí này được đề cử đến hội đồng thì Henry Fynes Clinton, trợ lý của Tổng giám mục Charles Manners-Sutton, có ưu thế hơn Ellis. Ellis đã được thu hút hơn và có được vị trí này, mọi người nói rằng là do việc tranh thủ cảm tình của bác sĩ hoàng gia Sir William Knighton, và dâng lên cho Đức Vua những thành tích trong công việc của mình. Ông được bổ nhiệm vào ngày 20 tháng 12 năm 1827. Năm 1832, ông được trao tặng huân chương Knight of Hanover, một vinh dự mà ông chia sẻ với John Herschel, Frederic Madden, và những người khác; Ellis được phong tước hiệp sĩ năm 1833.

## Trong việc cải cách
Bảo tàng ngày càng xuống dốc vào những năm 1830. William Cobbett vận động chống lại nó và Benjamin Hawes lấy cớ những lời phàn nàn từ một nhân viên cũ như một cái cớ để tổ chức một cuộc chất vấn quốc hội.
Ellis nói với Hội đồng trong năm 1835 rằng nếu bảo tàng bị đóng cửa trong 3 tuần vào mùa thu "nơi này chắc chắc sẽ tàn tạ" và sẽ không bao giờ mở cửa vào thứ 7 khi "những thành phần bát nháo nhất của xã hội đang ở bên ngoài." Kết luận của hội đồng đủ để buộc nhóm tài chính thay đổi cách làm việc. Họ trao nhiệm vụ nặng nề nhất của giám đốc thư viện cho thư ký, người trở thành chuyên viên quan trọng nhất trong bảo tàng.
Josiah Forshall tiếp nhận vị trí thư kí năm 1837, người nắm quyền kiểm soát, cùng với Madden và Anthony Panizzi là những người dưới quyền . Ellis dù không nhận ra bất kì thay đổi nào trong công việc gần như không còn là người nắm quyền chính, và khi hội đồng năm 1848–9 hợp nhất 2 chức danh thư kí và giám đốc thư viện, Panizzi trở thành người đứng đầu của bảo tàng.

## Cuộc sống cuối đời
Ellis cùng giữ vị trí thư kí tại tổ chức Society of Antiquaries từ năm 1848 với John Yonge Akerman, người tiếp quản vị trí năm 1853. Ông là giám đốc của Society từ năm 1853 đến năm 1857.
Sức khỏe tuyệt vời và không có một quy định bắt buộc nào về chế độ nghỉ hưu nên Ellis giữ vị trí này cho đến tháng 2 năm 1856, khi ông từ chức với một khoản lương hưu và sống hơn 13 năm cạnh bảo tàng. Ông chết tại nhà ở Bedford Square vào ngày 15 tháng 1 năm 1869

## Tác phẩm

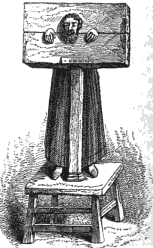
A pillory, illustration from Ellis's Observations on Popular Antiquities (1842).

Trong năm 1798, Ellis xuất bản ở tuổi 21 tác phẩm "History of St. Leonard's, Shoreditch, and Liberty of Norton Folgate". Như một người sưu tầm cổ vật, đóng góp của ông cho tổ chức Archaeologia(Society of Antiquaries) là to lớn. Năm 1813, ông hiệu chỉnh tác phẩm Popular Antiquities của John Brand, một tác phẩm trước đây của  Henry Bourne.
Mục lục của ông về bản thảo của tổ chức Society of Antiquaries xuất bản năm 1816. Cũng trong năm đó, ông đại diện cho Record Commission xuất bản bảng chỉ mục và những bài viết phụ cho tác phẩm Domesday Book: lời giới thiệu của ông cho tác phẩm, viết năm 1813, cũng xuất hiện trong một phần riêng(in thành 2 quyển) năm 1833. Cùng với  John Caley và những người khác, ông xuất bản một ấn bản mới tác phẩm Monasticon của William Dugdale từ năm 1817 đến năm 1833. Ông sử dụng quyền như một người đứng đầu của phòng bản thảo để xuất bản tác phẩm Original Letters illustrative of English History, hầu như lấy từ bản gốc trong Bảo Tàng: 3 tập tiếp nối của bộ sưu tập này công bố tuần tự năm 1824, 1827 và 1846, cuốn đầu tiên có 3 tập, những phần còn lại có 4 tập mỗi cuốn. Ông cũng viết kế hoạch, như một thư ký, chỉ đạo các phòng của Bảo tàng British Museum.
Ellis hoàn tất các phần của mục lục trong bảo tàng British Museum, tất cả từ kí tự A đến F và từ P đến R, Baber làm phần còn lại. Ông được sự hỗ trợ của Giám mục Thomas Dampier; nhưng phần thực hiện của ông trong mục lục này bị chỉ trích từ người kế nhiệm là Panizzi.
Trong bách khoa toàn thư  Rees's Cyclopædia, Ellis đóng góp những bài báo của tổ chức Antiquities và những chủ đề khác, nhưng nhan đề thì không rõ.